# Koninkrijk Servië (1882-1918)
Het Koninkrijk Servië (Servisch: Краљевина Србија of Kraljevina Srbija) werd gesticht toen vorst Milan Obrenović, heerser van het vorstendom Servië, gekroond werd tot koning in 1882. Het vorstendom Servië werd vanaf 1817 geregeerd door het huis Karađorđević (soms werd het vervangen door het huis Obrenović). Het vorstendom, afhankelijk van het Ottomaanse Rijk, verdreef alle Ottomaanse troepen in 1867, en stelde zo zijn onafhankelijkheid veilig. Het Congres van Berlijn in 1878 erkende de formele onafhankelijkheid van het vorstendom Servië.
In 1918 sloot Servië zich aan bij de Staat van Slovenen, Kroaten en Serven om het koninkrijk der Serviërs, Kroaten en Slovenen (later bekend als Joegoslavië) te vormen onder de heerschappij van het huis Karađorđević.

## Geschiedenis
Het land was geregeld in oorlog waaronder de Servisch-Bulgaarse Oorlog van 1885 en de Balkanoorlogen in 1912 en 1913. In 1914 behaalde het land de eerste overwinning van de geallieerden in de Eerste Wereldoorlog. In 1915 hield het land de facto op te bestaan door een gecombineerde invasie van Oostenrijk-Hongaarse, Duitse en Bulgaarse troepen. Na de oorlog verenigde het land zich met het koninkrijk Montenegro en Staat van Slovenen, Kroaten en Serven, dat zelf nog maar kort bestond en vormde zo het koninkrijk Joegoslavië.

## Economie
In 1906 gold er een handelsembargo tegen Servië door Oostenrijk-Hongarije dat bekendstond als de Varkensoorlog. Het was de bedoeling van het keizerrijk om de economie van Servië te laten verloederen door het belangrijkste exportproduct (varkens) niet meer aan te kopen. Servië vond echter andere afzetmarkten en deze zorgde zelfs voor meer export dan daarvoor.

## Koningen
Ondanks het relatief korte bestaan van het koninkrijk werd het land geregeerd door twee dynastieën: het huis Obrenović en het huis Karađorđević. Koning Milan Obrenović regeerde van 6 maart 1882 tot 6 maart 1889, toen hij troonsafstand deed ten voordele van zijn 13-jarige zoon Alexander. Hij regeerde van 6 maart 1889 tot 11 juni 1903 toen hij vermoord werd in een bloederige coup. De slachtpartij van Alexander en zijn vrouw Draga choqueerde heel Europa. Hierdoor werd de poort geopend voor de afstammelingen van Karađorđe, die door de Serviërs werd gezien als de man die hen verloste van het Ottomaanse Rijk. Peter Karađorđević was eerst terughoudend om de kroon te aanvaarden omdat hij verbolgen was door de coup die had plaatsgevonden. Uiteindelijk aanvaardde hij de kroon en werd koning van 15 juni 1903 tot 1 december 1918, de dag dat het koninkrijk van Serviërs , Kroaten en Slovenen werd uitgeroepen en het koninkrijk Servië ophield te bestaan.
|  | Naam                  | Periode                        |
|  | --------------------- | ------------------------------ |
|  | Milan I Obrenović     | 6 maart 1882 - 6 maart 1889    |
|  | Alexander I Obrenović | 6 maart 1889 - 11 juni 1903    |
|  | Peter I Karađorđević  | 15 juni 1903 - 1 december 1918 |

## Steden

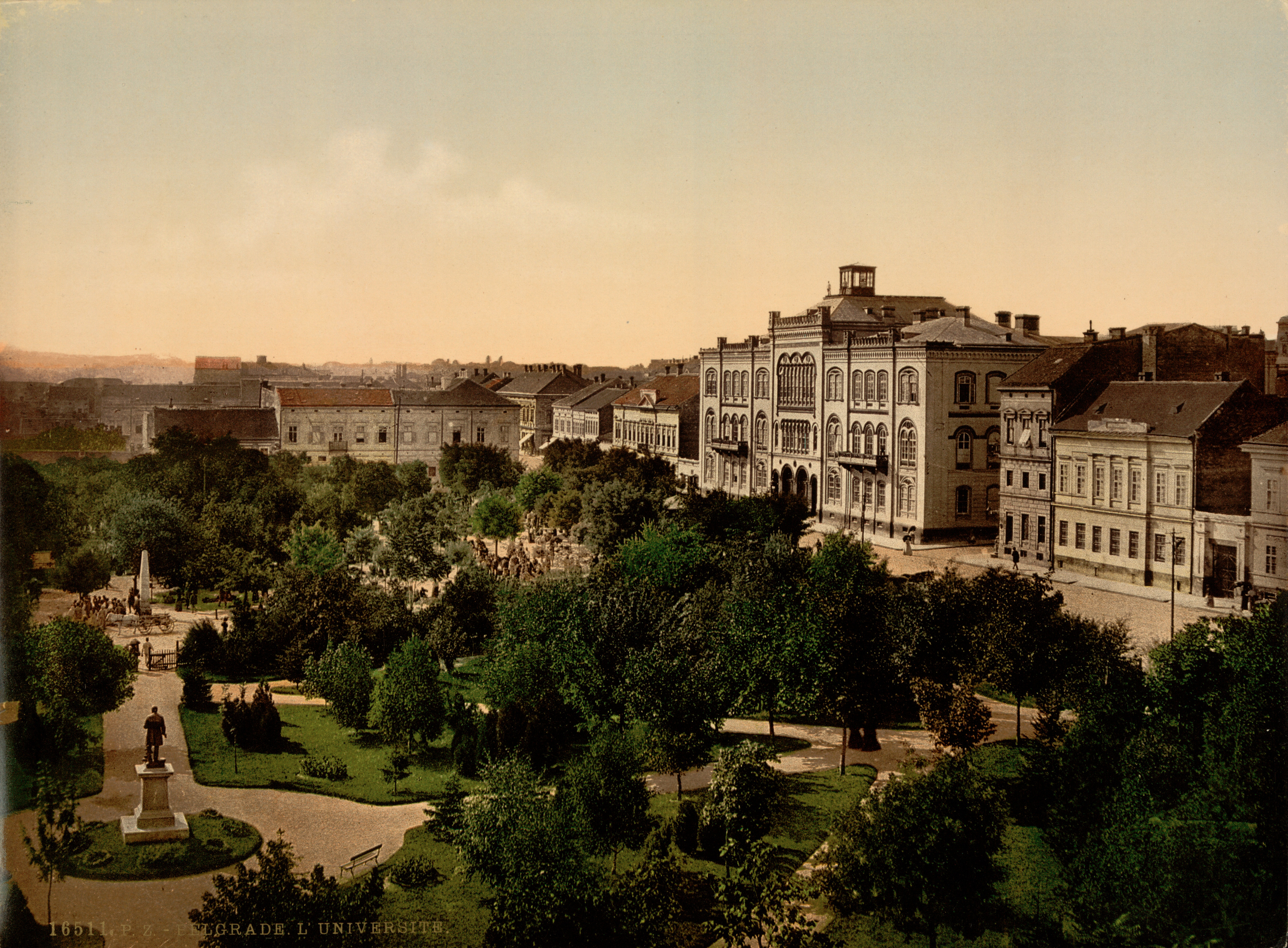
Universiteit van Belgrado in 1890

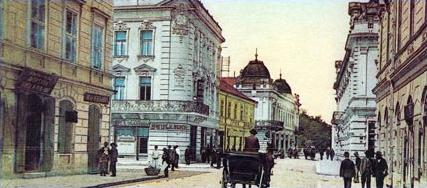
Belgrado in het begin van de 20ste eeuw

Hieronder een lijst van de grootste steden van het koninkrijk met het aantal inwoners in die tijd.
- Belgrado - 100.000
- Prizren - 60.000
- Bitola - 54.000
- Skopje - 50.000
- Niš - 25.000
- Veles - 24.000
- Priština - 20.000
- Prilep - 20.000
- Ohrid - 18.000
- Kragujevac - 15.500
- Tetovo - 14.000
- Leskovac - 13.700
- Šabac - 12.800
- Požarevac - 12.000
- Mitrovica - 12.000
- Vranje - 12.000
- Pirot - 10.000

## Kaarten

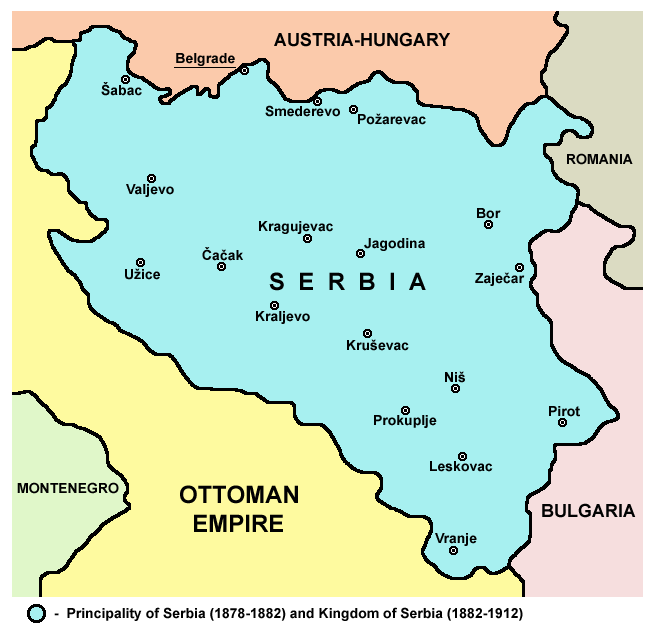
Het prinsdom Servië in 1878.
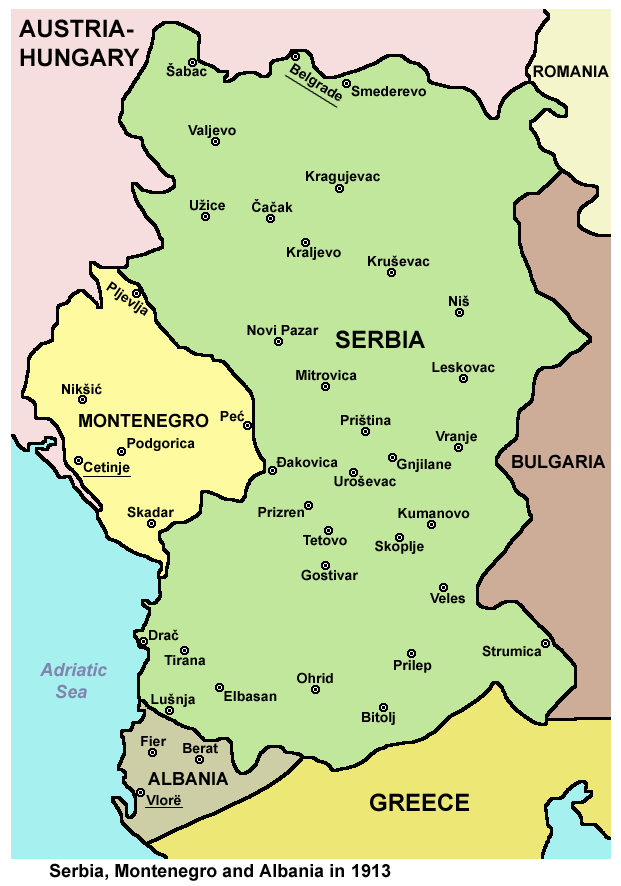
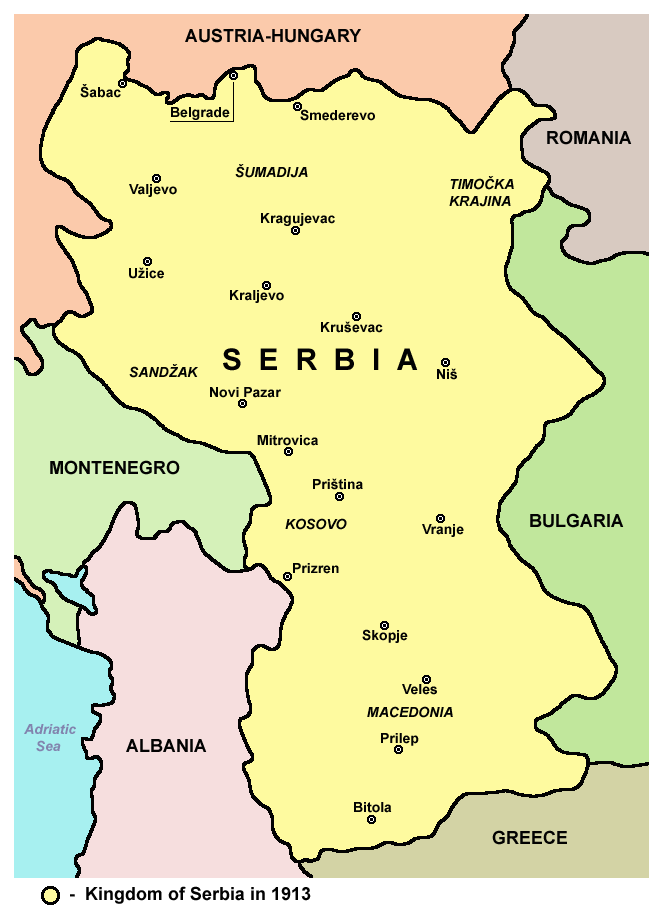
Het Koninkrijk Servië in 1913, na de Balkanoorlogen.
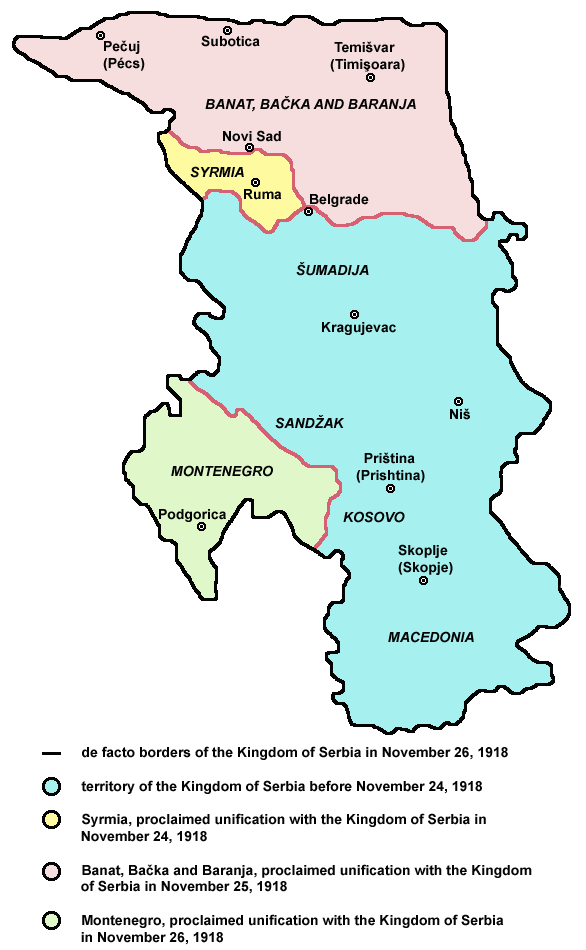
Het Koninkrijk Servië in 1918 (27 november – 1 december), na de vereniging met Syrmië (24 november) en Vojvodina (Banat, Bačka en Baranja, 25 november) en het koninkrijk Montenegro (27 november).
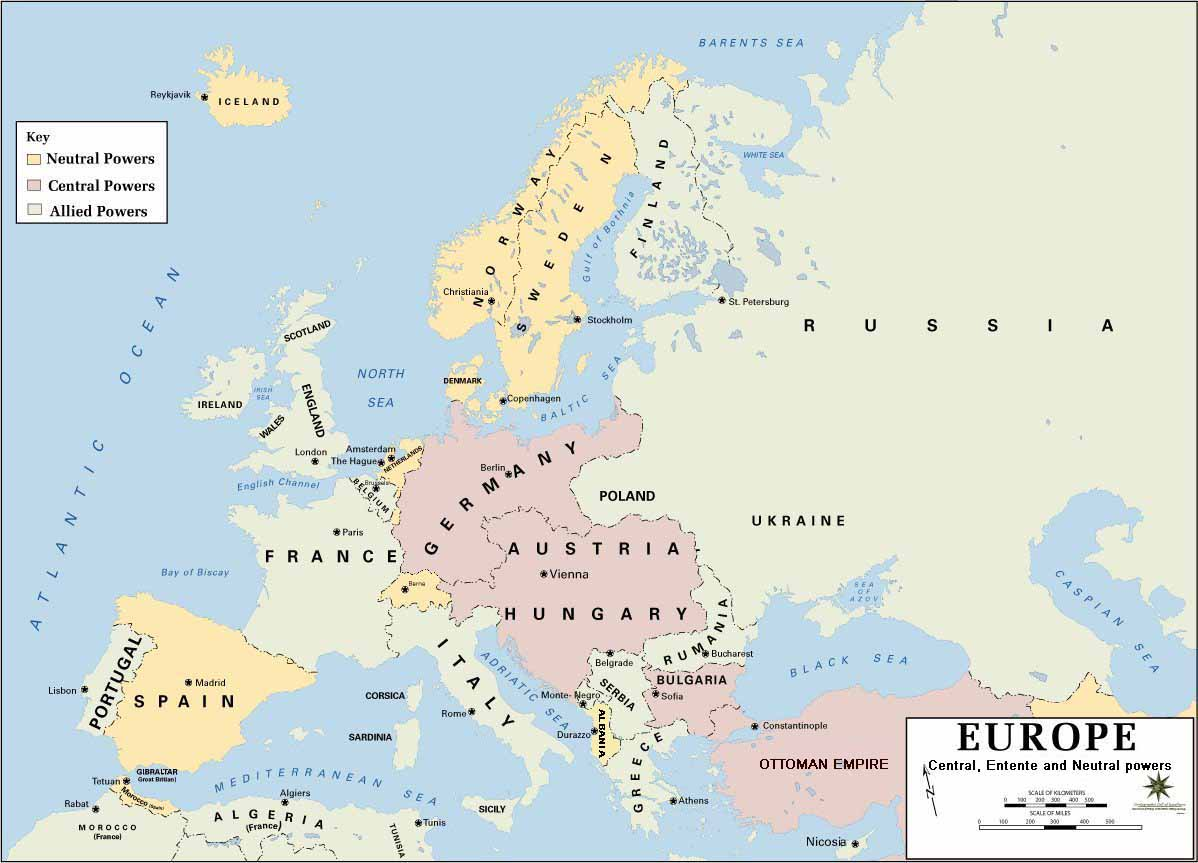
Het koninkrijk Servië in Europa, 1914.